# Petroleros de Anzoátegui Fútbol Club
Petroleros fue un club de fútbol profesional de Venezuela, ubicado en la ciudad de Puerto La Cruz, estado Estado Anzoátegui. Fue fundado en el 2013. Actualmente Disputa la Segunda División Venezolana

## Historia
El equipo debutó en el Nivelatorio 2014, disputando los partidos del Grupo Oriental I, que compartía con tres rivales. El debut fue ante el Orinoco Sport Club, cuyo marcador fue una derrota de dos por cero. En la tercera jornada alcanzaron su primer lauro, al derrotar al club Ciudad Vinotinto, con marcador de dos por un, con goles de Carlos Salazar y Roberto Marcano Jr Se ubicaron en el tercer lugar del grupo, tras acumular 10 puntos.
Para la temporada 2014-15 jugaran ante 7 rivales, por la reforma que sufrió el división.

## Datos del club
- Temporadas en 1.ª División: 0
- Temporadas en 2.ª División: 6 Adecuación 2015, 2016, 2017, 2018
- Temporadas en 3.ª División: 2 (2013-14, 2014/15)